# Brighton & Hove
Brighton & Hove è un'autorità unitaria del Regno Unito, nella contea dell'East Sussex, in Inghilterra. Il suo capoluogo è Hove. Ha ricevuto il titolo di città dalla regina Elisabetta II nel 2000.

## Storia
È stata istituita come autorità unitaria il 1º aprile 1997 dalla fusione dei distretti di Brighton e Hove. Questi due erano già stati istituiti dall'unione di altri distretti più piccoli, avvenuta nel corso degli anni.
- Brighton era già stata incorporata come borgo municipale nel 1858. Trent'anni dopo, con la legge sul governo locale del 1888, Brighton divenne un borgo della contea includendo la parrocchia di Brighton e una parte di Preston Village.
- Nel 1898 Hove fu unita come borgo municipale.
- Hove divenne un comune a sé stante alla fine del XIX secolo, coprendo inizialmente il territorio della parrocchia della città.
- Nel 1893 la parrocchia di Aldrington fu aggiunta al comune di Hove
- Nel 1928 Hangleton, Preston Rural e West Blatchington furono aggiunte ad Hove
- Nello stesso anno si unirono a Brighton Ovingdean, Patcham e Rottingdean
- Portslade-by-Sea fu unita nel 1974 ad Hove in base alla legge sul governo locale del 1972. Nello stesso anno Brighton e Hove divennero dei distretti non metropolitani dell'East Sussex.

## Città e distretti
La Città di Brighton & Hove comprende le seguenti aree (non necessariamente ward o parrocchie):

### Precedente borough di Brighton
- Bevendean
- Black Rock (Brighton)
- Brighton (centro)
- Coldean
- Hanover
- Hollingbury
- Hollingdean
- Kemptown, costruita come quartiere indipendente nel 1823, Kemp Town.
- The Lanes
- Marina
- Moulsecoomb
- New England Quarter, quartiere in costruzione destinato a varie funzioni.
- North Laine
- Ovingdean
- Patcham
- Preston Park
- Preston Village
- Rottingdean Village
- Queen's Park
- Saltdean (ovest)
- Stanmer
- Westdene
- Whitehawk
- Withdean
- Woodingdean

### Precedente borough di Hove
- Aldrington
- Brunswick, sviluppata nello stesso modo di Kent Town.
- Hangleton
- Hove (centro)
- Knoll
- Mile Oak
- Portslade by Sea
- Portslade Village
- Tongdean
- St Anne's Well
- West Blatchington

L'unica parrocchia civile del distretto è Rottingdean.